# Igor Schestkow

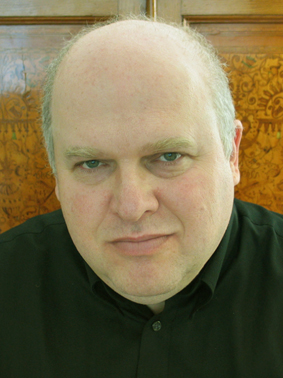
Igor Schestkow (2008)

Igor Schestkow (russisch Игорь Генрихович Шестков; * 12. Januar 1956 in Moskau) ist ein russisch-deutscher Schriftsteller.

## Werdegang
Nach dem Abschluss der Schule (1973) studierte er an der mathematischen Fakultät der Lomonossow-Universität von 1973 bis 1978, die er mit Diplom abschloss. 1978 bis 1988 arbeitete er als wissenschaftlicher Mitarbeiter und nahm an mehreren Ausstellungen der inoffiziellen Kunst in Moskau teil.
1990 emigrierte er als jüdischer Flüchtling nach Deutschland. Bis 2003 wohnte er in Chemnitz, danach in Berlin. In Deutschland zeigte er seine grafischen und fotografischen Arbeiten in verschiedenen Personalausstellungen. Von 1996 bis 2003 veröffentlichte er unter dem Pseudonym Schestkow-Epstein zahlreiche Essays über Kunst.
Seit 2003 schreibt Schestkow Erzählungen. Seine literarischen Arbeiten wurden in russischsprachigen Zeitschriften unter anderem in New York (Slowo/Word, Wremja i Mesto), Moskau (Nascha Uliza, Kreschatik), Berlin (Jüdische Zeitung und Europa-Express), Frankfurt am Main (Literarischer Europäer und Mosti)  veröffentlicht. Die Chemnitzer Kunstzeitung Laterne und die Dresdner Zeitschrift Ostragehege veröffentlichten seine Texte in deutscher Sprache.
Schestkow  ist Mitglied des „Verbandes russischer Schriftsteller in Deutschland“ und des „Verbandes deutscher Schriftsteller“ (VS).

## Auszeichnungen
- Grafikpreis der Sparkassen des Regierungsbezirkes Chemnitz 2002. Für Lithografie „Moses“, 1997.[1]
- Preisträger der russischsprachigen Zeitschrift „Literarischer Europäer“ (Frankfurt am Main) für die Zeiträume 2010–2011 und 2014–2016.
- Auszeichnung mit der „Silver Bullet“ für 2017 vom Verlag Franc-Tireur, USA.

## Bücher
- Schestkow-Epstein, Neue Sächsische Galerie, Chemnitz, 1996
- Fragmente, Chemnitzer Kunstverein Laterne, Chemnitz, 1996
- Nach dem Tanz – Kleines Handzeichnungsbuch, Chemnitzer Kunstverein Laterne, Chemnitz, 1996
- Entfaltungen, Chemnitz, 1997
- Cranachs Golgatha, Chemnitzer Künstlerbund, Chemnitz, 1997
- Dürers Melancholie mit den Augen eines Russen und andere Texte, Chemnitz, 2001
- Seele der Sachsen, Chemnitz, 2002
- Morgner in Altzella, Chemnitz, 2003
- Nebelhüllen, Chemnitz, 2003
- Das Ende des Professors Tschesnokow, Pro Business, Berlin, 2009, ISBN 978-3-86805-342-5
- Kleopatras Kuss. Epubli Berlin, ISBN 978-3-748-585-855
- Ein Herr mit Melone. Epubli Berlin, ISBN 978-3-754936-24-5
- Subows ewiges Leben. Epubli Berlin, ISBN 978-3-748-585-329
- Invasion. Epubli Berlin, ISBN 978-3-748-586-999
- Fenster, Mein kleines grafisches Archiv, Epubli Berlin, ISBN 978-3-748-586-449